# Сухоносов Костянтин Анатолійович

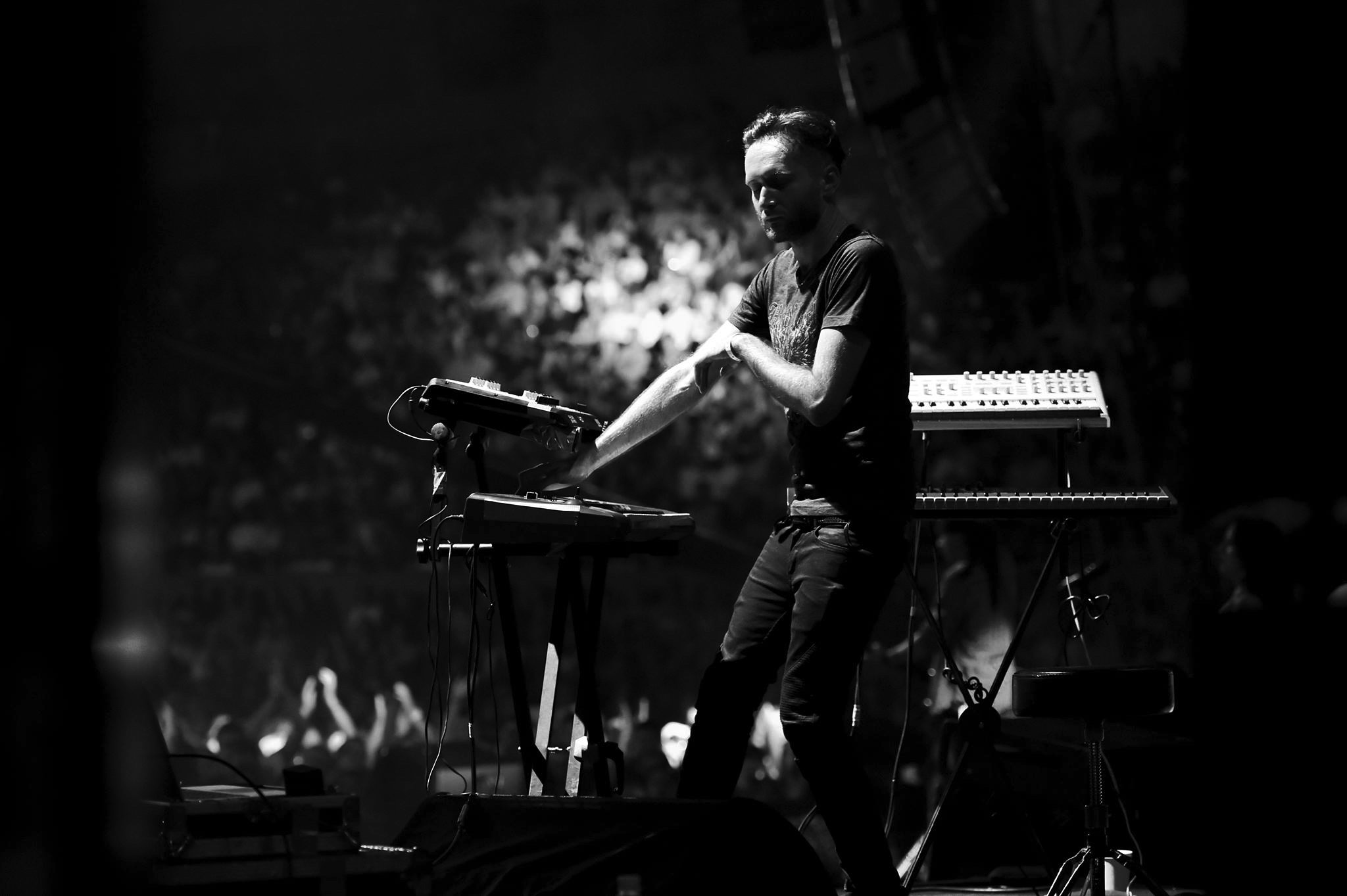
Концерт пам'яті Кузьми Скрябіна, Палац Спорту, Київ

Костянти́н Анатолійович Сухоно́сов (псевдонім — Вождь) — клавішні, аранжування, член гурту «Скрябін» з 2003 року.

## Біографічні відомості
Народився 5 серпня 1983 року в Києві. Вчився у школі № 35, ПТУ № 11, за фахом — оператор ЕОМ — бухгалтер. Вступив до Київського славістичного університету, але з першої сесії його вигнали.
Улітку 2014 одружився.

## Творча діяльність
Констянтин розпочав професійну творчу діяльність наприкінці 1990-х. За цей час грав у таких гуртах:
- Cryptic Voices (1997—2000 рр.)[1]
- Te Deum (2000—2002 рр.)[2]
- Таліта Кум (2002—2003 рр)
- Таршис (2003 р.)
- У групі Скрябін з 2004 року.

Його помітна роль у «Скрябіні» розпочалася з «Альбому 15 років» (2004). У наступному альбомі гурту — «Танго», крім клавішних партій, Костянтин зробив один з реміксів на пісню «Люди, як кораблі».
Одночасно зі стартом роботи в «Скрябіні» Костя починає працювати аранжувальником на студії Сергія Доценко «Kalina Music», де протримався до 2006 року. За цей час Вождь встигає попрацювати над аранжуваннями для Наталії Могилевської, Тетяни Піскарьової та учасників телепроєкту «Шанс» (Віталій Козловський, Анна Марія).
У 2006 році працює над альбомом «MoralEAST»  Анатолія Вексклярського (група «Vexlarsky Orchestra») саунд-продюсером. Як тоді заявив сам Анатолій, Костянтин став одним із трьох людей, які брали участь у створенні альбому, адже тоді ще не було фактичного складу музикантів. Крім побічних проєктів, упродовж цих років Вождь активно займається аранжуваннями пісень гурту Скрябін. До речі, псведонім «Вождь» Кості придумав Кузьма, через «патлату» зачіску.
В тому ж таки 2006 році Костя починає працювати з Олександром Яременком, на його студії. За два роки спільної робити, Вождь долучається до роботи над піснями українських поп-гуртів «SMS» та «Blondie», проєкту Лани Меркулової  — групи «Red Fox», як саунд-продюсер та аранжувальник. В 2008 році спільно з Кузьмою, працює над першим синглом жартівливого проєкту Андрія «Пающіє Труси». Водночас починає співпрацю з українським композитором Віталієм Волкомором над піснями для Таїсії Повалій та учасниці української Фабрики Зірок Аріни Домскі. Цього ж року Костянтин стає співласником студії NaHati Records, спільно з Олександром Садовцем і Олександром Фадєєвим. З переходом на нову студію, крім продовження співпраці з вже зазначеними артистами, Вождь починає працювати, як композитор та саунд-продюсер пісень співачки Пыльцы. Також долучається до роботи над дебютним альбомом талановитого композитора та учасника Фабрики Зірок Влада Дарвіна, з яким потім продовжив роботу і над іншими піснями. На студії NaHati Records розпочинається тісна співпраця Костянтина з українським продюсером Юрієм Нікітіним та його підопічними серед яких гурт «Nikita», гурти «НеАнгели», «Авіатор», продовжує працювати, як композитор та саунд-продюсер багатьох пісень Ольги Горбачової, також робить аранжування для міжнародного дуету гурту «А.R.M.I.A» та DJ Mendez. За роки роботи на студії NaHati Records постійно зростає список артистів з якими Вождь співпрацює над їхніми піснями та альбомами, серед таких Dzidzio, Vova Zi Lvova, Софія Ротару, Amador Lopez та гурт Rumbero's, Дмитрий Маликов, Ед Шульжевський (актор мюзиклу «Нотр-Дам де Пари»), гурт «Dress Code», Антон Лірник, працює з проєктами Moon Records  — Лавіка, Тіана, гуртом «Social Classes», проєктом «Снегирь». Незажаючи на любов до рок-музики в житті та в роботі, Вождю легко творити майже в кожному музичному стилі, а працювати найцікавіше з електронною, танцювальною музикою, інколи з R'n'B.

Також починаючи з 2004 року, працює над піснями Скрябіна, як аранжувальник та саунд-продюсер. Враховуючи те, що Костя володіє багатьма інструментами, серед яких гітари, перкусія, барабани та бас, інколи їх записував для пісень гурту Скрябін, а не лише свої партії клавішних. Також у 2014 році на фестивалі «Файне Місто» в Тернополі, замість клавішних виступав з гітарою, в рамках панк-програми гурту. Крім того, що Вождь займався піснями Скрябіна, одного разу, зі слів Кузьми, Костя став причиною нового аранжування:
«Настав момент, коли наш клавішник грав і позіхав на концерті. Йому було нудно 500-й раз грати „Старі фотографії“. Вдосконалювали те діло видозмінами, іншими версіями пісень.» — Кузьма.
Після трагічної загибелі лідера гурту «Скрябін» Андрія Кузьменка в лютому 2015 року Костянтин відіграв ряд концертів у форматі «Скрябін та друзі». У липні 2015 року був присутній на відкритті пам'ятного знаку на місці загибелі Кузьми.